# Franz Kaspar Hesselbach
Franz Kaspar Hesselbach (né le 27 janvier 1759 à Hammelburg – mort le 24 juillet 1816) et un médecin et anatomiste allemand. Il est surtout connu pour ses travaux sur l'opération d'hernies. Il est le premier à avoir décrit le Fascia cribriformis (également nommé fascia d'Hesselbach), le ligament interfovéolaire (ligament d'Hesselbach) et le triangle inguinal (en) (triangle d'Hesselbach).

## Biographie
Étudiant de Carl Caspar von Siebold (1736–1807) à l'université de Wurtzbourg, Hesselbach y sera également professeur. Parmi ses étudiants notables, on compte Konrad Johann Martin Langenbeck (1776–1851). Son fils, Adam Kaspar Hesselbach (1788–1856), est également un médecin reconnu.

## Œuvres
- (de) Anatomisch-chirurgische Abhandlung über den Ursprung der Leistenbrüche. Würzburg, Baumgärtner, 1806.
- (de) Neueste anatomisch-pathologische Untersuchungen über den Ursprung und das Fortschreiten der Leisten- und Schenkelbrüche. Würzburg, Staheliano, 1814.

## Literatur
- (de) Ernst Julius Gurlt, « Hesselbach, Franz Kaspar », dans Allgemeine Deutsche Biographie (ADB), vol. 12, Leipzig, Duncker & Humblot, 1880, p. 312-313
- Helmut Lermann, Die Prosektoren Hesselbach. Franz Caspar Hesselbach und Adam Kaspar Hesselbach als Prosektoren der Würzburger Anatomischen Anstalt. Medizinische Dissertation. Institut für Geschichte der Medizin der Universität Würzburg, 1962.
- Andreas Mettenleiter, Das Juliusspital in Würzburg. Band III: Medizingeschichte. Herausgegeben vom Oberpflegeamt der Stiftung Juliusspital Würzburg anlässlich der 425jährigen Wiederkehr der Grundsteinlegung. Stiftung Juliusspital Würzburg (Druck: Bonitas-Bauer), Wurtzbourg, 2001,  (ISBN 3-933964-04-0), p. 88, 119–125
- (en)Tubbs, R. Shane; Gribben, Walter B.; Loukas, Marios; Shoja, Mohammadali M.; Tubbs, Kevin O.; Oakes, W. Jerry, « Franz Kaspar Hesselbach (1759--1816): anatomist and surgeon », World Journal of Surgery (en), États-Unis, vol. 32, no 11,‎ novembre 2008, p. 2527–9 (ISSN 0364-2313, PMID 18758855, DOI 10.1007/s00268-008-9703-9)